# Emil Lenz
Pour les articles homonymes, voir Lenz.
Heinrich Friedrich Emil Lenz est un physicien allemand de la Baltique, sujet de l'Empire russe né à Dorpat, dans le gouvernement d'Estonie, faisant partie de l'Empire russe, le 12 février 1804, et mort à Rome le 10 février 1865.
Au début du XIXe siècle, les scientifiques commençaient à avoir une compréhension rudimentaire de l'électricité et du magnétisme, mais ils ne savaient presque rien de la relation entre les deux.
Le physicien Emil Lenz a fait le premier pas pour combler cette lacune en formulant la loi de Lenz, sa contribution la plus durable à la physique.
À peu près au moment où Lenz menait ses recherches dans ce domaine, les scientifiques Michael Faraday (Angleterre) et Joseph Henry (Amérique) faisaient des découvertes similaires. Certains membres de la communauté scientifique ont suggéré que Lenz était le plus astucieux des trois, mais pas le plus brillant. Faraday et Henry, bien qu'étoiles montantes dans ce nouveau domaine, n'ont pas réussi à quantifier ou à extrapoler correctement leurs résultats; Lenz, en revanche, faisant preuve d'un sens scientifique inhabituel pour l'époque, a soigneusement documenté toutes les phases de ses recherches, ce qui a permis aux futurs scientifiques de citer plus facilement ses travaux.
Outre la loi nommée en son honneur, Lenz partage avec James Prescott Joule la facturation de la loi Joule-Lenz, les deux ayant fait des découvertes similaires et indépendantes à peu près au même moment. Cette loi fournit une analyse quantitative de la vitesse à laquelle la résistance dans un circuit transforme l'énergie électrique en énergie thermique.
Il a en partie participé au développement de la technologie de galvanoplastie, inventée par Moritz von Jacobi.  Les premiers exemples de sculptures galvanoplastiques sont les médaillons réalisés par Lenz par électrotypage et le relief électrotypé réalisé par Jacobi.
Le nom de Lenz, ou du moins sa première initiale, est attaché à un autre domaine de la nomenclature de la physique. Le symbole "L" a été choisi pour représenter l'unité l'inductance en l'honneur de ses travaux pionniers en électromagnétisme.

## Biographie
En 1820, après avoir terminé ses études secondaires, Lenz étudie la physique et la chimie à l'Université de Dorpat. 
Il est professeur à l'université impériale de Saint-Pétersbourg, où il refait les expériences de Faraday. Son nom est resté attaché à la loi sur l'interaction courant électrique - champ magnétique. 
De 1823 à 1826, il voyagea à travers le monde en compagnie du navigateur Otto von Kotzebue. Durant le voyage, Lenz a étudié les conditions climatiques et les propriétés physiques de l'eau de mer. Ses résultats ont été publiés dans "Mémoire de l'Académie des sciences de Saint-Pétersbourg" en 1831. 
Il participe à une expédition dans le Caucase en 1829, avec le botaniste Carl Anton von Meyer, l'entomologiste français Édouard Ménétries (conservateur au musée zoologique de Saint-Pétersbourg) et Adolph Theodor Kupffer.
En 1830 jusqu'à 1831, il enseigne à la Petrischule et à l'Académie d'artillerie Mikhailovskaya.
Il commence à étudier l’électromagnétisme en 1831.
Il observe en 1833 l'augmentation de la résistance des métaux avec la température et étudie l'effet Peltier.

En 1834, d'après les observations du sens du courant induit, le physicien a énoncé la loi suivante : 

« Le sens du courant induit est tel qu'il donne naissance à un champ magnétique induit qui s'oppose à la cause qui lui a donné naissance, c'est-à-dire l’augmentation ou la diminution de flux. »

En bref, la loi de Lenz est une conséquence de la conservation de l'énergie. Selon cette loi, la quantité totale d'énergie dans l'univers doit rester constante. Si le champ magnétique associé au courant se déplace dans la même direction que le changement de champ magnétique qui l'a créé, ces deux champs magnétiques se combinent pour créer un champ magnétique net qui induit un courant d'une amplitude deux fois supérieure.
De 1840 à 1863, il a été doyen des mathématiques et des sciences à l'Université de Saint-Pétersbourg et y a été recteur de 1863 jusqu'à sa mort.
Après avoir été victime d'une attaque cérébrale, Lenz est décédé en 1865 lors d'un séjour à Rome. Au-delà de ses découvertes révolutionnaires, la communauté scientifique se souvient de lui pour avoir minutieusement testé tous les aspects de ses résultats et avoir pris en compte toutes les variables qui pouvaient survenir au cours de la recherche.